# Pequeno brabançon
O pequeno brabançon[Nota] (em francês:  petit brabançon) é uma raça distinta do griffon belga e do griffon de Bruxelas em sua terra natal, apesar de tratadas como a mesma em outros países. Originalmente rateiros, passaram ao posto de cães de companhia, em parte devido a seu temperamento classificado como dóci e tolerante com crianças e outros animais. O brabançon, assim como o de Bruxelas, possui como antepassados o yorkshire terrier, o affenpinscher e o barbet. Contudo, suas diferenças maiores residem na pelagem: enquanto o de Bruxelas possui pêlo duro, o brabançon tem macio. Como peculiaridade, apresenta grande semelhança facial com o pug.